# Phạm Minh Thông
Phạm Minh Thông (sinh ngày 19 tháng 5 năm 1959) là một giáo sư, tiến sĩ, bác sĩ người Việt Nam. Ông từng là Phó Giám đốc bệnh viện Bạch Mai và hiện là Chủ tịch Hội điện quang và Y học hạt nhân Việt Nam. Năm 2016 ông được tặng giải thưởng Hồ Chí Minh về Khoa học công nghệ cho công trình "Ứng dụng các kỹ thuật tiên tiến trong chẩn đoán, điều trị một số bệnh lý mạch não bằng điện quang can thiệp nội mạch".

## Tiểu sử
GS.TS Phạm Minh Thông sinh ngày 19 tháng 5 năm 1959 ở Bồng Mạc, Liên Mạc, Mê Linh, Hà Nội. Năm 1986, ông tốt nghiệp cử nhân trường Đại học Y Hà Nội, đến năm 1996 thì tốt nghiệp thạc sĩ chuyên ngành Chẩn đoán hình ảnh tại trường Đại học Y Hà Nội. Năm 1999 ông trở thành tiến sỹ chuyên ngành Chẩn đoán hình ảnh của trường đại học này. Từ năm 1990 đến 2001 ông du học chuyên ngành điện quang y học tại Mỹ và Pháp. Ông là người phổ biến kỹ thuật điện quang về can thiệp thần kinh tại Việt Nam những năm đầu thế kỷ 21. Ông từng làm Phó Giám đốc bệnh viện Bạch Mai từ năm 2009 đến năm 2019. Hiện ông là Chủ tịch Hội điện quang và Y học hạt nhân Việt Nam.
Năm 2016, PGS.TS Phạm Minh Thông được trao tặng giải thưởng Hồ Chí Minh về Khoa học Công nghệ cho công trình "Ứng dụng các kỹ thuật tiên tiến trong chẩn đoán, điều trị một số bệnh lý mạch não bằng điện quang can thiệp nội mạch".

## Giải thưởng
- Huân chương lao động hạng Ba (2011)[1]

- Nhà giáo Ưu tú (2008)[5]

- Nhà giáo Nhân dân (2014)[4]
- Giải thưởng Hồ Chí Minh (2016)[6]